# Małżowina uszna

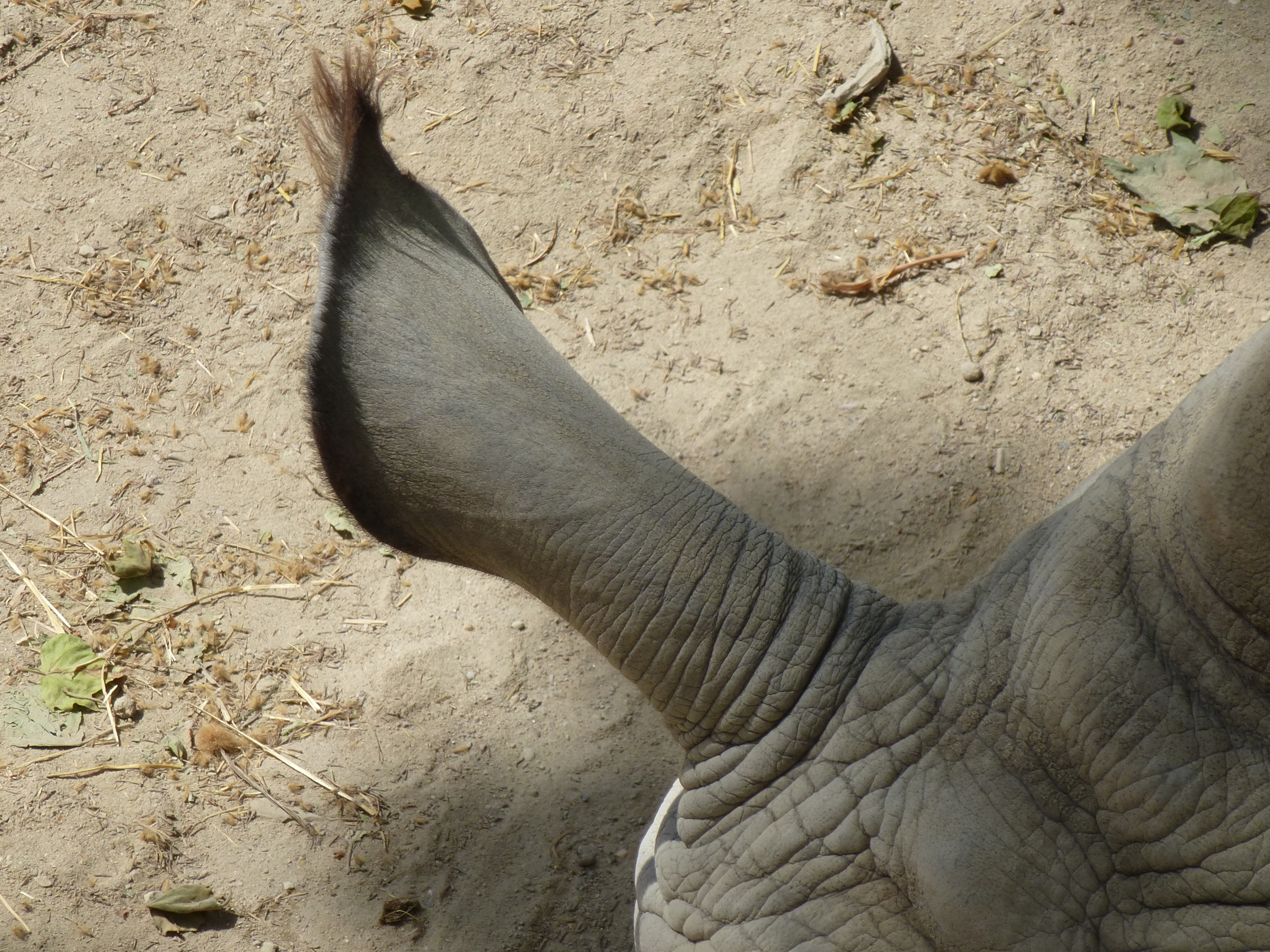
Małżowina uszna nosorożca białego

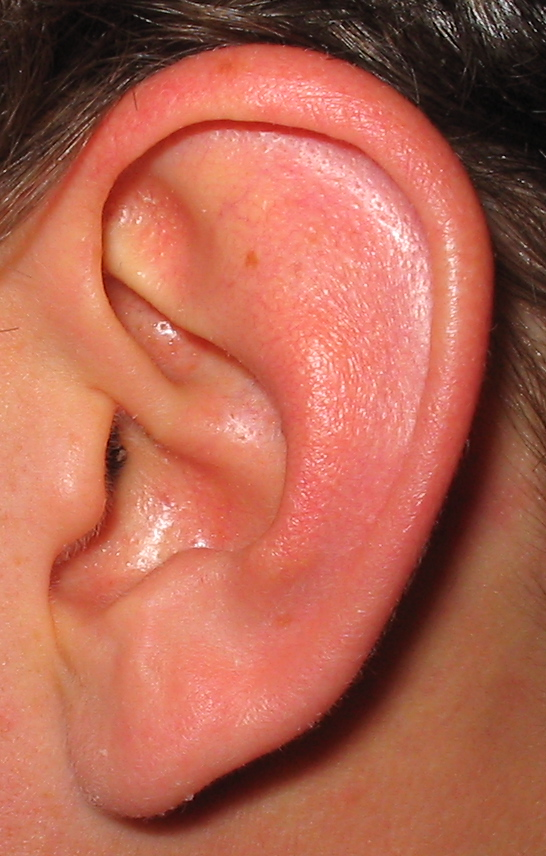
Małżowina uszna człowieka

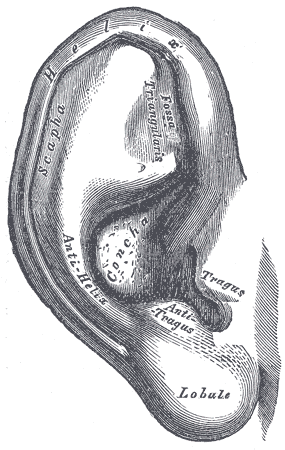
Elementy małżowiny usznej człowieka

Małżowina uszna (łac. auricula) – część ucha zewnętrznego odpowiedzialna za pobieranie bodźców akustycznych ze środowiska zewnętrznego. Pobrane dźwięki przekazuje dalej do przewodu słuchowego zewnętrznego. Występuje u ssaków. Oprócz zbierania dźwięków z otoczenia służy również ochronie przed napływaniem do uszu wody w przypadku ssaków wodnych lub zanieczyszczania ucha ziemią w przypadku tych żyjących w norach.

## Małżowina uszna człowieka
U człowieka małżowina uszna zbudowana jest z chrząstki sprężystej i pokryta jest skórą nieprzesuwalną względem podłoża.
Zewnętrzne ograniczenie małżowiny usznej tworzy obrąbek (łac. helix) przechodzący ku dołowi w płatek – jedyną część małżowiny usznej nie posiadającą szkieletu chrzęstnego. Część przednia obrąbka zawija się w kierunku muszli małżowiny usznej (łac. concha auriculae), tworząc odnogę obrąbka (łac. crus helicis) ze zlokalizowanym na jej powierzchni przedniej kolcem obrąbka (łac. spina helicis). Na brzegu obrąbka skierowanym do wnętrza małżowiny usznej może występować guzek obrąbka (łac. tuberculum auriculae) zwany inaczej guzkiem Darwina. Jedną z odmian rozwojowych małżowiny usznej jest znajdujący się w części górnej, skierowany ku tyłowi wierzchołek małżowiny usznej (łac. apex auriculae).
Znajdujące się w części centralnej małżowiny usznej zagłębienie to muszla (łac. concha). Tworzy ona wejście do przewodu słuchowego zewnętrznego. Dzieli się na większą część dolną, leżącą między odnogą obrąbka a skrawkiem tzw. jamę muszli (łac. cavitas conchae) i położoną powyżej, pomiędzy odnogą obrąbka a odnogą grobelki, łódkę muszli (łac. cymba conchae). Muszla ograniczona jest od tyłu grobelką (łac. antihelix), rozdzielającą się ku górze na dwie odnogi grobelki (łac. crura anthelicis), pomiędzy którymi znajduje się dół trójkątny (łac. fossa triangularis). Ku tyłowi od grobelki, równolegle do obrąbka, przebiega zagłębienie – czółenko (łac. scapha). W dolnej części grobelka graniczy z przeciwskrawkiem (łac.  antitragus), oddzielonym przez bruzdę tylną małżowiny usznej (łac. sulcus auriculae posterior).
Przednie ograniczenie muszli stanowi skrawek (łac. tragus) zbudowany z chrzęstnej blaszki skrawka (łac. lamina tragi), przechodzącej przyśrodkowo w chrząstkę przewodu słuchowego zewnętrznego. Wcięcie międzyskrawkowe (łac. incisura intertragica) oddziela skrawek od przeciwskrawka. Bruzda przednia ucha (łac. incisura anterior auriculae) oddziela skrawek od odnogi obrąbka.
Połączenie chrząstki małżowiny usznej i chrząstki przewodu słuchowego zewnętrznego nazywane jest cieśnią chrząstki usznej (łac. isthmus cartilaginis auricularis).
Przyśrodkowa powierzchnia małżowiny usznej zawiera wyniosłości odpowiadające zagłębieniom powierzchni zewnętrznej. Idąc od góry wyróżniane są: wyniosłość czółenka (łac. eminentia scaphae), przedłużającą się do tyłu w ogon obrąbka (łac. cauda helicis), oddzielonego u góry od grobelki i przeciwskrawka u dołu, szczeliną przeciwksrawkowo-obrąbkową (łac. fissura antitragohelicina). Powyżej szczeliny znajduje się dół grobelki (łac. fossa anthelicis). Do przodu od dołu grobelki wyróżniana jest wyniosłość muszli (łac. eminentia conchae), przecięta w części centralnej bruzdą odnogi obrąbka (łac. sulcus cruris helicis). Powyżej wyniosłości muszli znajduje się wyniosłość dołu trójkątnego (łac. eminentia fossae triangularis) oddzielona bruzdą poprzeczną grobelki (łac. sulcus anthelicis transversus).

### Więzadła uszne
Do kości czaszki chrząstka małżowiny usznej przytwierdzona jest przy pomocy trzech więzadeł usznych.
- więzadło uszne przednie – przebiega od kolca obrąbka do nasady wyrostka jarzmowego kości skroniowej
- więzadło uszne tylne – od wyniosłości muszli do wyrostka sutkowego
- więzadło uszne górne – od wyniosłości muszli do powięzi skroniowej

### Mięśnie uszne
Są to szczątkowe mięśnie unerwione przez nerw twarzowy.
Promieniście dokoła małżowiny znajdują się trzy mięśnie rozwieracza ucha:
- mięsień uszny przedni – ku przodowi od małżowiny, od wyniosłości muszli do powięzi skroniowej
- mięsień uszny tylny – od wyniosłości muszli do wyrostka sutkowego
- mięsień uszny górny – od wyniosłości muszli do czepca ścięgnistego

Mięśnie właściwe małżowiny dzielone są na mięśnie powierzchni bocznej zaopatrzone przez gałęzie skroniowe splotu usznego oraz mięśnie powierzchni przyśrodkowej, do których odgałęzienia oddaje nerw uszny tylny.
Mięśnie powierzchni bocznej małżowiny:
- mięsień większy obrąbka
- mięsień mniejszy obrąbka
- mięsień przeciwskrawka
- mięsień skrawka
- mięsień stożkowy małżowiny

Mięśnie powierzchni przyśrodkowej małżowiny:
- mięsień poprzeczny małżowiny
- mięsień skośny małżowiny
- mięsień wcięcia obrąbka

### Skóra
Skóra powierzchni przyśrodkowej jest słabiej zespolona z podłożem niż skóra powierzchni bocznej. Występuje pod nią niewielka ilość podskórnej tkanki tłuszczowej, co umożliwia przesuwanie skóry względem podłoża.
W obrębie muszli zlokalizowane są liczne gruczoły łojowe. W okolicy wejścia do przewodu słuchowego zewnętrznego mogą występować włosy (łac. tragi).

### Unaczynienie
Małżowina uszna ma bardzo gęstą sieć naczyń krwionośnych. Od tętnicy skroniowej powierzchownej odchodzą gałęzie uszne przednie (łac. rami auriculares anteriores) zaopatrujące przednią cześć płatka, skrawka i wstępujący fragment obrąbka. Od tętnicy potylicznej i tętnicy usznej tylnej rozchodzą się gałęzie uszne tylne (łac. rami auriculares posteriores) doprowadzające krew do powierzchni przyśrodkowej małżowiny i po przebiciu chrząstki, w okolicy czółenka, powierzchnię boczną. 
Krew żylna odpływa spływa z powierzchni bocznej do żyły zażuchwowej, a z powierzchni przyśrodkowej do żyły usznej tylnej, dopływu żyły szyjnej zewnętrznej. 
Limfa z powierzchni bocznej spływa do węzłów chłonnych przyusznych, a następnie węzłów chłonnych przyuszniczych. Z powierzchni przyśrodkowej odprowadzana jest do węzłów chłonnych zausznych. Obie drogi łączą się na poziomie węzłów chłonnych szyjnych głębokich.

### Unerwienie
Czuciowe unerwienie pochodzi od:
- nerwu uszno-skroniowego – powierzchnia boczna
- nerwu usznego wielkiego – powierzchnia przyśrodkowa
- nerwu potylicznego mniejszego – powierzchnia przyśrodkowa
- gałęzi usznych nerwu błędnego – muszla

### Genetyka
Kształt płatka jest genetycznie uwarunkowany. Przyrośnięcie płatka do skóry twarzy stanowi cechę recesywną, a płatek nieprzyrośnięty to cecha dominująca.